# Štěpán Rak
Štěpán Rak (né le 8 août 1945) est un compositeur et guitariste tchèque d'origine ruthène, qui se distingue par la variété de son répertoire allant du classique au moderne.